# Santo Adriano
Santo Adriano – gmina w Hiszpanii, w prowincji Asturia, w Asturii, o powierzchni 22,6 km². W 2011 roku gmina liczyła 263 mieszkańców.